# Буданица
Буданица је насељено мјесто у општини Сухопоље, у Славонији, у Вировитичко-подравској жупанији, Република Хрватска.

## Географија
Буданица се налази око 8 км југоисточно од Сухопоља.

## Историја
До територијалне реорганизације у Хрватској насеље се налазило у саставу бивше општине Вировитица.

## Становништво
Буданица је према попису из 2011. године имала 107 становника.
| Националност       | 1991. | 1981. | 1971. | 1961. |
| Срби               | 77    | 85    | 133   | 174   |
| Хрвати             | 62    | 51    | 107   | 131   |
| Југословени        |       | 67    | 5     | 1     |
| остали и непознато | 19    | 5     | 8     | 1     |
| Укупно             | 158   | 208   | 253   | 307   |

| Демографија | Демографија | Демографија |
| Година      | Становника  | Становника  |
| ----------- | ----------- | ----------- |
| 1961.       | 307         |             |
| 1971.       | 253         |             |
| 1981.       | 208         |             |
| 1991.       | 158         |             |
| 2001.       | 128         |             |
| 2011.       |             | 107         |